# ريدج ريسر 64
ريدج ريسر 64 (بالإنجليزية: Ridge Racer 54)، هي لعبة فيديو أمريكية، من تطوير ونشر شركة نامكو، صدرت اللعبة في الأسواق سنة 2000، وتعمل على منصتي نينتندو 64 ونينتندو دي أس، وهي الجزء السابع من السلسلة الرئيسية للعبة ريج ريسر.